# Cejkov
Cejkov (v minulosti Čejkov, Čejka, Cekov, maďarsky Céke, německy Zecke) je obec na Slovensku v okrese Trebišov v Košickém kraji. Žije v něm přibližně 1 100 obyvatel.

## Symboly obce
Podle heraldického rejstříku má obec následující symboly, které byly přijaté v roce 1997. Na znaku je motiv podle otisku pečetidla z roku 1786. Ve znaku je ve stříbrném štítě před zeleným smrkem po zelené trávě běžící červená liška. Vlajka má podobu čtyř podélných pruhů zeleného, bílého, červeného, zeleného v poměru 2:2:2:4. Vlajka má poměr stran 2:3 a ukončena je třemi cípy, tj. dvěma zástřihy, sahajícími do třetiny jejího listu.

## Pamětihodnosti
- Nad vesnicí se dochovaly terénní pozůstatky cejkovského hradu.
- Do správního území obce zasahuje část ptačí oblasti Medzibodrožie.
- V roce 1855 zde byl objeven bohatě vybavený hrob germánské osoby z přelomu 3. a 4. století.[6]